# 4101 Ruikou
A 4101 Ruikou (ideiglenes jelöléssel 1988 CE) a Naprendszer kisbolygóövében található aszteroida. Tsutomu Seki fedezte fel 1988. február 8-án.